# Astroloba
Astroloba is een geslacht uit de affodilfamilie. De soorten komen voor in het zuiden van Zuid-Afrika.

## Soorten
- Astroloba bullulata (Jacq.) Uitewaal
- Astroloba congesta (Salm-Dyck) Uitewaal
- Astroloba corrugata N.L.Mey. & Gideon F.Sm.
- Astroloba cremnophila van Jaarsv.
- Astroloba foliolosa (Haw.) Uitewaal
- Astroloba herrei Uitewaal
- Astroloba pentagona (Haw.) Uitewaal
- Astroloba robusta P.Reinecke ex Molteno, Van Jaarsv. & Gideon F.Sm.
- Astroloba rubriflora (L.Bolus) Gideon F.Sm. & J.C.Manning
- Astroloba spiralis (L.) Uitewaal
- Astroloba spirella (Haw.) Molteno & Gideon F.Sm.
- Astroloba tenax Molteno, van Jaarsv. & Gideon F.Sm.

... · 
Aloe (Aloë) · 
Asphodelus (Affodil) · 
Astroloba · 
Bulbine · 
Bulbinella · 
Chamaealoë · 
Chortolirion · 
Eremurus · 
Gasteria · 
Haworthia · 
Herpolirion · 
Jodrellia · 
Kniphofia · 
Lomatophyllum · 
Poellnitzia · 
Trachyandra · 
...